# Casa Paroquial de Paderne
A Casa Paroquial de Paderne é um edifício histórico na localidade de Paderne, no Município de Albufeira, em Portugal.

## História e descrição
A Casa Paroquial está situada em frente à Igreja Matriz, fazendo canto entre a Praça da República e a Rua Miguel Bombarda. Está dividido em dois corpos diferenciados, com a parte correspondente às portas 2 e 4 a terminar num beiral de telhado, enquanto que o lado das portas 6 e 8 é rematado por uma balaustrada decorada com três urnas em cerâmica, demonstrando a presença de um terraço. O edifício apresenta uma mistura de estilos, entre o erudito e popular, que são uma consequência das antigas dinâmicas económicas e culturais dentro da aldeia.
Ostenta a data de 1881 no lintel, que poderá ser relativa à construção da cimalha e do balaústre.